# Inercijski referentni okvir
U fizici, objekt se jednoliko giba ako se na njega ne primjenjuje nikakva vanjska sila. (Prvi Newtonov zakon gibanja). Kada se takvo stanje gibanja objekta ekstrapolira na neko područje prostora tako da to područje obuhvaća sve druge moguće objekte u istom stanju gibanja, što se koristi da bi se definirao zajednički koordinatni sustav, takav zajednički sistem nazivamo “referentni okvir”. Otuda se koordinatni sustav definiran jednolikim gibanjem objekata u zajedničkom smjeru i istom brzinom naziva inercijski referentni okvir.
Ili, drugim riječima, kad se dva referentna sustava gibaju jedan u odnosu na drugi konstantnom brzinom zovemo ih inercijskim referentnim sustavima.

## Korištenje inercijskih referentnih okvira
Inercijski referentni okviri relevantni su za Newtonovsku relativnost i za Einsteinovu posebnu teoriju relativnosti.  
- U njutnovskoj mehanici, sva inercijska stanja gibanja smatraju se ekvivalentnima: ako se dva inercijska promatrača,  A i B gibaju relativnom brzinom, zakoni fizike moraju biti isti neovisno od toga uzimamo li A kao "statičnu" referencu i kažemo da se B kreće ili uzimamo B kao fiksnu referenciju i kažemo da se A kreće. U ova pravila uključena je eksplicitna pretpostavka da vrijeme progredira na isti način za sve promatrače misleći pritom da satovi, kalibrirani u jednom inercijskom koordinatnom sustavu neće postati nekalibrirani time što će jedan od njih biti premješten u drugi inercijski referentni okvir.

- U posebnoj relativnosti i dalje se primjenjuje ova ekvivalencija različitih inercijskih stanja gibanja. Međutim, pretpostavka konstantne progresije striktnog vremena u svim referentnim okvirima zamijenjena je pretpostavkom da je brzina svjetlosti konstantna i da je to jednako istinito za svakog inercijskog promatrača.

To zahtijeva korištenje seta protokola koje je kreirao Einstein (Einsteinova sinkronizacija satova) koji dozvoljava promatračima da definiraju razlike u vremenu i udaljenostima u skladu s pretpostavkom o konstantnoj brzini svjetlosti u njihovom vlastitom referentnom okviru i zatim konstruiraju koordinatni sustav za označavanje vremena i udaljenosti udaljenih događaja. Promatrači iz različitih referentnih okvira će izvesti različite udaljenosti i vremenske intervale između dva ista događaja. Formule za konvertiranje ili transformiranje (Lorentzove transformacije) vrijednosti između različitih referentnih okvira dozvoljavaju svakom promatraču da izračuna kako iste izgledaju drugom promatraču. Nominalne prostorne udaljenosti i vremenski intervali između dva događaja se razlikuju, ali je kombinirani vremenskoprostorni interval nepromjenljiv: on je nezavisan od referentnog okvira odnosno invarijantan.

## Einsteinova opća teorija relativnosti
Einsteinova opća teorija relativnosti uklanja razliku između nominalno "inercijskih" i "neinercijskih" efekata zamjenom "plošne", Euklidske geometrije  posebne relativnosti sa zakrivljenom ne-Euklidskom metrikom. Dok u metrici posebne relativnosti materija nikakvim ponašanjem ne može izmijeniti prostorvrijeme, metrika opće relativnosti je dinamičnija ("prostor nalaže masi kako da se giba, masa nalaže prostoru kako da se oblikuje").
U općoj relativnosti, princip inercije je zamijenjen principom geodezijskog gibanja, pri čemu se objekti kreću na način diktiran zakrivljenošću prostorvremena. Kao posljedica te zakrivljenosti, u općoj relativnosti nije određeno da će se objekti koji se jednoliko relativno gibaju nastaviti kontinuirano tako gibati. Ovaj fenomen geodetske devijacije znači da inercijski referentni okviri ne postoje globalno kao što je to slučaj u njutnovskoj mehanici i posebnoj relativnosti.
Na dovoljno malim područjima prostorvremena kod kojih se efekti zakrivljenosti mogu zanemariti opća teorija relativnosti reducira se na posebnu teoriju i tada vrijede raniji argumenti inercijskog referentnog okvira. Posljedično,  posebna relativnost se ponekad opisuje kao samo "lokalna teorija ".